# Търняна
Търняна (на сръбски: Трњана или Trnjana) е село в Сърбия, община Пирот. В 2002 година селото има 157 жители, от които 152 сърби.

## История
При избухването на Балканската война в 1912 година един човек от Търнене е доброволец в Македоно-одринското опълчение.